# Liste des gares de France protégées aux monuments historiques
Cet article recense les gares ferroviaires françaises classées ou inscrites au titre des monuments historiques.

## Méthodologie
La liste prend en compte les édifices classés ou inscrits au titre des monuments historiques. Si le classement ou l'inscription est partiel, les éléments protégés sont précisés. La date correspond à l'année de protection ; si rien n'est mentionné, il s'agit d'une inscription.
La liste se limite aux gares ferroviaires ; les autres types de gares (gare routière, gare maritime, etc.) ne sont pas mentionnés.

## Liste

### Gares en activité
| Commune                       | Dénomination                             | Éléments protégés | Notice                                                                                        | Protection     | Date      | Illustration    |
| ----------------------------- | ---------------------------------------- | --- | --------------------------------------------------------------------------------------------- | -------------- | --------- | --------------- |
| Abbeville                     | Gare d'Abbeville                         | Gare | Notice no PA00116020                                                                          | Inscrit        | 1984      |                 |
| Amiens                        | Gare d'Amiens                            | 1) Tour Perret 2) Ensemble architectural Auguste Perret | Notice no PA00116079                                                                          | Inscrit        | 1975 2003 |                 |
| Argy                          | Gare d'Argy                              | Façades et toitures du bâtiment-voyageurs, de la halle à marchandises attenante et de la lampisterie, quai découvert, puits, plateforme et voies armées de rails à double champignon, y compris la voie de cour | Notice no PA00125356                                                                          | Inscrit        | 1993      |                 |
| Belfort                       | Gare de Belfort                          | Façades avec les marquises qu'elles supportent et toitures de l'ensemble des corps de bâtiments ; halle des messageries, vestibule des voyageurs | pas encore dans la Base Mérimée --------------- Arrêté du 29 janvier 2014 portant inscription | Inscrit        | 2014      |                 |
| Bordeaux                      | Gare de Bordeaux-Saint-Jean              | Gare et halle métallique | Notice no PA00083187                                                                          | Inscrit        | 1984      |                 |
| Bouchain, Neuville-sur-Escaut | Gare de Bouchain et sa halle ferroviaire | Façades et toitures (y compris l'auvent abritant les voyageurs sur le quai, et les consoles métalliques intérieures de la toiture) de la gare de Bouchain, les façades et toiture de l'édicule des toilettes et de la lampisterie, et les façades et toiture de la halle ferroviaire de Neuville-sur-Escaut                                                    | Notice no PA59000206                                                                          | Inscrit        | 2019      |                 |
| Plouëc-du-Trieux              | Gare de Brélidy - Plouëc                 | Gare |                                                                                               | Inscrit        | 2018      | Gare de Brélidy |
| Chamalières                   | Gare de Royat - Chamalières              | Gare, y compris ses marquises, son hall d'entrée et l'abri des voyageurs | Notice no PA00132797                                                                          | Inscrit        | 1994      |                 |
| Colmar                        | Gare de Colmar                           | Bâtiment principal | Notice no PA00085370                                                                          | Inscrit        | 1984      |                 |
| Culoz                         | Gare de Culoz                            | Façades et toitures du bâtiment de la gare correspondant à l'ancien vestibule d'entrée et de sortie des voyageurs | Notice no PA01000031                                                                          | Inscrit        | 2009      |                 |
| Deauville                     | Gare de Trouville - Deauville            | Façades et toitures de l'ensemble du bâtiment, ainsi que le grand hall des voyageurs ; quais avec abris, lampadaires et luminaires | Notice no PA14000090                                                                          | Inscrit        | 2010      |                 |
| Dinan                         | Gare de Dinan                            | Décor intérieur | Notice no PA00135252                                                                          | Inscrit        | 1995      |                 |
| Gravelines                    | Gare de Gravelines                       | Façades et toitures | Notice no PA00135534                                                                          | Inscrit        | 1995      |                 |
| Heugnes                       | Gare d'Heugnes                           | Façades et toitures du bâtiment-voyageurs, de la halle à marchandises attenante et de la lampisterie, puits ; plateforme, voie armée de rails à double champignon, ainsi que les deux barrières oscillantes et les deux portillons du P.N. 157 sur la D. 33, le treuil de manœuvre de ces barrières                                                            | Notice no PA00125358                                                                          | Inscrit        | 1993      |                 |
| La Rochelle                   | Gare de La Rochelle-Ville                | Façades et toitures, y compris celles de la tour centrale ; hall et ses mosaïques | Notice no PA00104885                                                                          | Inscrit        | 1984      |                 |
| Lens                          | Gare de Lens                             | Gare | Notice no PA00108328                                                                          | Inscrit        | 1984      |                 |
| Limoges                       | Gare de Limoges-Bénédictins              | Gare | Notice no PA00100349                                                                          | Inscrit        | 1975      |                 |
| Longueville                   | Gare de Longueville                      | Rotonde ferroviaire (occupée par le musée vivant du chemin de fer) | Notice no PA00087064                                                                          | Inscrit        | 1984      |                 |
| Metz                          | Gare de Metz-Ville                       | Façade, toiture, hall de départ, salon d'honneur, buffet | Notice no PA00106842                                                                          | Inscrit        | 1975      |                 |
| Le Mont-Dore                  | Funiculaire du Capucin                   | Gares et voies ferrées | Notice no PA00092194                                                                          | Inscrit        | 1984      |                 |
| Montpellier                   | Gare de Montpellier-Saint-Roch           | Partie centrale (péristyle) | Notice no PA00103543                                                                          | Inscrit        | 1984      |                 |
| Paris                         | Gare de Paris-Austerlitz                 | Façades et toitures du bâtiment "départ" avec sa marquise, ainsi que son aile en retour ouest ; grande halle ; les deux pignons des sorties côté arrivée et côté départ du métro | Notice no PA75130001                                                                          | Inscrit        | 1997      |                 |
| Paris                         | Gare de Paris-Est                        | Façades et toitures du bâtiment principal, salles arrivée/départ, grandes lignes/banlieue | Notice no PA00086491                                                                          | Inscrit        | 1984      |                 |
| Paris                         | Paris-Gare-de-Lyon                       | 1) Le Train bleu (salon doré ou petit salon, grande salle, salons tunisien et algérien et passages, avec leur décor) 2) Façades, toitures, salle des fresques | Notice no PA00086570                                                                          | Classé Inscrit | 1972 1984 |                 |
| Paris                         | Gare de Denfert-Rochereau                | Façades et toitures | Notice no PA75140001                                                                          | Inscrit        | 1996      |                 |
| Paris                         | Gare de Paris-Nord                       | Gare | Notice no PA00086492                                                                          | Inscrit        | 1975      |                 |
| Paris                         | Gare de Paris-Saint-Lazare               | 1) Façades, toitures, salle des pas-perdus, hall d'embarquement ; hôtel Terminus-Saint-Lazare (Concorde Opéra Paris) 2) Façade sur rue de Rome | Notice no PA00088816                                                                          | Inscrit        | 1979 1984 |                 |
| Pellevoisin                   | Gare de Pellevoisin                      | Façades et toitures du bâtiment-voyageurs, de la halle à marchandises attenante et de la lampisterie, quai découvert, puits ; plateforme et voies armées de rails à double champignon | Notice no PA00125362                                                                          | Inscrit        | 1993      |                 |
| Rochefort                     | Gare de Rochefort                        | Gare | Notice no PA00104866                                                                          | Inscrit        | 1984      |                 |
| Rouen                         | Gare de Rouen-Rive-Droite                | Gare | Notice no PA00100832                                                                          | Inscrit        | 1975      |                 |
| Saint-Omer                    | Gare de Saint-Omer                       | Gare | Notice no PA00108409                                                                          | Inscrit        | 1984      |                 |
| Saint-Quentin                 | Gare de Saint-Quentin                    | Façades et toitures de la gare, ainsi que son buffet décoré par Auguste Labouret | Notice no PA02000049                                                                          | Inscrit        | 2003      |                 |
| Strasbourg                    | Gare de Strasbourg-Ville                 | Bâtiment principal et la halle métallique | Notice no PA00085036                                                                          | Inscrit        | 1984      |                 |
| Tillenay                      | Gare d'Auxonne                           | Gare | Notice no PA00112701                                                                          | Inscrit        | 1984      |                 |
| Toulouse                      | Gare de Toulouse-Matabiau                | Gare | Notice no PA00094527                                                                          | Inscrit        | 1984      |                 |
| Tourcoing                     | Gare de Tourcoing                        | Gare | Notice no PA00107838                                                                          | Inscrit        | 1984      |                 |
| Tours                         | Gare de Tours                            | Gare | Notice no PA00098161                                                                          | Inscrit        | 1984      |                 |
| Versailles                    | Gare de Versailles-Chantiers             | Façades et toitures ; quais et édicule de l'horloge ; salle des Pas Perdus, hall des voyageurs, galerie | Notice no PA78000008                                                                          | Inscrit        | 1998      |                 |
| Valençay                      | Gare de Valençay                         | Bâtiment-voyageurs ; façades et toiture de la halle à marchandises ; quai découvert ; façades et toiture de la remise à machines ; réservoir hydraulique ; façades et toiture de la lampisterie ; plateforme, voies armées de rails à double champignon, y compris la voie de cour, les trois plaques tournantes, les deux grues hydrauliques, le pont-bascule | Notice no PA00125363                                                                          | Inscrit        | 1993      |                 |
| Valence                       | Gare de Valence-Ville                    | Façade principale sur rue du pavillon central | Notice no PA00117088                                                                          | Inscrit        | 1982      |                 |
| Vittel                        | Gare de Vittel                           | Façades, toitures, marquise ainsi que les intérieurs, dont le hall | Notice no PA00107332                                                                          | Inscrit        | 1990      |                 |
| Vitré                         | Gare de Vitré                            | Gare | Notice no PA00090900                                                                          | Inscrit        | 1975      |                 |

### Gares désaffectées
| Commune                   | Dénomination                                                    | Éléments protégés | Notice               | Protection | Date                  | Illustration |
| ------------------------- | --------------------------------------------------------------- | --- | -------------------- | ---------- | --------------------- | ------------ |
| Asnières-sur-Seine        | Gare des Carbonnets                                             | Ancien dépôt de bois, à la station de Bois-Colombes | Notice no PA00088063 | Inscrit    | 1985                  |              |
| Bobigny                   | Gare de Bobigny                                                 | Emprise au sol de la gare ; bâtiment de la gare des voyageurs en totalité ; deux édicules situés de part et d'autre de la gare ; pylône d'éclairage et de radio sol-train ; faisceau de voies ferrées, situé entre la gare et la halle à marchandises; poste d'aiguillage et installations techniques ; halle de marchandises années 1930 située derrière la gare                                                                                               | Notice no PA93000018 | Inscrit    | 2005, modifié en 2009 |              |
| Bordeaux                  | Gare de Bordeaux-Bastide                                        | Façades, toitures, salles d'attente | Notice no PA00083186 | Inscrit    | 1984                  |              |
| Boucoiran-et-Nozières     | Gare de Ners                                                    | Façades, toitures, | Notice no PA00103026 | Inscrit    | 1987                  |              |
| Buire                     | Tour Florentine                                                 | Tour d'aiguillage | Notice no PA00116005 | Classé     | 1995                  |              |
| Cajarc                    | Gare de Cajarc                                                  | Château d'eau, grues hydrauliques, abri de quai | Notice no PA00095285 | Inscrit    | 1989                  |              |
| Cauterets                 | Gare de Cauterets                                               | Façades, toitures | Notice no PA00095365 | Inscrit    | 1981                  |              |
| Cherbourg-en-Cotentin     | Gare transatlantique de Cherbourg                               | 1) Façades, toitures, halle aux trains, passerelles 2) Halle des transatlantiques | Notice no PA00110648 | Inscrit    | 1989 2000             |              |
| Écueillé                  | Gare d'Écueillé                                                 | Façades et toitures du bâtiment-voyageurs, de la halle à marchandises attenante et de la lampisterie, quai découvert, puits ; remise à machines de la Compagnie des chemins de fer départementaux d'Indre-et-Loire, plateforme, voies armées de rails à double champignon, deux plaques tournantes et gabarit de chargement ; façades et toitures de la maison de garde-barrières de La Ferrière ainsi que ses deux barrières pivotantes et ses deux portillons | Notice no PA00125357 | Inscrit    | 1993                  |              |
| Lapoutroie                | Funiculaire du champ de bataille de la Tête-des-Faux            | Station du funiculaire reliant Lapoutroie à la Roche du Corbeau | Notice no PA00085502 | Classé     | 1932                  |              |
| Leval                     | Tour Florentine ou Tour Byzantine de la gare d'Aulnoye-Aymeries | Tour d'aiguillage | Notice no IA59000377 | Inscrit    | 1999                  |              |
| Lyon                      | Gare des Brotteaux                                              | Façades, toitures, salle des pas perdus et son décor | Notice no PA00117809 | Classé     | 1982                  |              |
| Luçay-le-Mâle             | Gare de Luçay-le-Mâle                                           | Façades et toitures du bâtiment-voyageurs, de la halle à marchandises attenante et de la lampisterie, quai découvert, puits, plateforme et voies armées de rails à double champignon | Notice no PA00125360 | Inscrit    | 1993                  |              |
| Montalzat                 | Gare de Borredon                                                | Gare | Notice no PA82000029 | Inscrit    | 2011                  |              |
| Néris-les-Bains           | Gare de Néris-les-Bains                                         | Gare | Notice no PA00093244 | Inscrit    | 1975                  |              |
| Nice                      | Gare du Sud                                                     | Bâtiment des voyageurs | Notice no PA06000023 | Inscrit    | 2005                  |              |
| Nîmes                     | Gare primitive de Nîmes (1839)                                  | Façades et toitures du pavillon restant | Notice no PA00103097 | Inscrit    | 1987                  |              |
| Paris                     | Gare d'Orsay                                                    | L’ancienne gare | Notice no PA00088689 | Classé     | 1978                  |              |
| Pierrefonds               | Gare de Pierrefonds                                             | L’ancienne gare | Notice no PA00114805 | Inscrit    | 1977                  |              |
| Saint-Hippolyte           | Gare de Saint-Hippolyte (Haut-Rhin)                             | Façades, toitures, hall des voyageurs, quais | Notice no PA68000014 | Inscrit    | 1997                  |              |
| Saint-Denis-de-la-Réunion | Gare de la Grande Chaloupe                                      | Gare | Notice no PA97400025 | Inscrit    | 1998                  |              |
| Senlis                    | Gare de Senlis                                                  | Gare ; bâtiment de consigne-annexe, de toilettes et lampisterie, à droite de la gare ; bâtiment d'annexe à gauche de la gare | Notice no PA60000037 | Inscrit    | 2001                  |              |
| Sincey-lès-Rouvray        | Gare de Sincey-lès-Rouvray                                      | Ensemble des bâtiments | Notice no PA00112681 | Inscrit    | 1984                  |              |
| Varen                     | Gare de Lexos                                                   | Façades et toitures du bâtiment des voyageurs, de la remise à voitures et de la halle des marchandises de la gare située au hameau de Lexos | Notice no PA82000023 | Inscrit    | 2007                  |              |
| Varennes-sur-Loire        | Gare de Varennes-sur-Loire                                      | Gare | Notice no PA00109397 | Inscrit    | 1984                  |              |
| Varzay                    | Gare de Varzay                                                  | Bâtiment principal, local technique et sanitaire ; enclos de la gare | Notice no PA17000057 | Inscrit    | 2002                  |              |